# Florian Kamberi
Florian Kamberi (Zürich, 1995. március 8. –) svájci korosztályos válogatott labdarúgó, az angol Huddersfield Town csatár.

## Pályafutása

### Klubcsapatokban
Kamberi a svájci Zürich városában született. Az ifjúsági pályafutását a Tuggen és a Rapperswil-Jona csapatában kezdte, majd a Grasshoppers akadémiájánál folytatta.
2013-ban mutatkozott be a Rapperswil-Jona felnőtt keretében. 2014-ben az első osztályú Grasshoppers szerződtette. A 2016–17-es szezonban a német Karlsruher SC, míg a 2017–18-as szezon második felében a skót Hibernian csapatát erősítette kölcsönben. A lehetőséggel élve, 2018-ban a skót klubhoz igazolt. 2020-ban kölcsönjátékosként a Rangersnél játszott. 2020-ban visszatért Svájcba és a St. Gallennél folytatta pályafutását. 2021 és 2022 között a skót Aberdeen és az angol Sheffield Wednesday csapatánál szerepelt, szintén kölcsönben. 2022. július 1-jén egyéves szerződést kötött a Winterthur együttesével. Először a 2022. július 23-ai, St. Gallen ellen 2–0-ra elvesztett mérkőzés 85. percében, Roman Buess cseréjeként lépett pályára. Első gólját 2022. október 2-án, a Sion ellen idegenben 3–1-re megnyert találkozón szerezte meg. 2023. január 5-én az angol Huddersfield Townhoz írt alá.

### A válogatottban
Kamberi az U20-as és az U21-es korosztályú válogatottakban is képviselte Svájcot.

## Statisztika
2023. január 7. szerint.
| Klub                             | Szezon   | Bajnokság            | Bajnokság | Bajnokság | Kupa  | Kupa  | Nemzetközi | Nemzetközi | Összesen | Összesen |
| Klub                             | Szezon   | Bajnokság            | Mérk.     | Gólok     | Mérk. | Gólok | Mérk.      | Gólok      | Mérk.    | Gólok    |
| -------------------------------- | -------- | -------------------- | --------- | --------- | ----- | ----- | ---------- | ---------- | -------- | -------- |
| Grasshoppers                     | 2015–16  | Swiss Super League   | 28        | 3         | 0     | 0     | —          | —          | 28       | 3        |
| Grasshoppers                     | 2016–17  | Swiss Super League   | 4         | 0         | 1     | 0     | 5          | 0          | 10       | 0        |
| Grasshoppers                     | 2017–18  | Swiss Super League   | 0         | 0         | 1     | 3     | —          | —          | 1        | 3        |
| Grasshoppers                     | Összesen | Összesen             | 32        | 3         | 2     | 3     | 5          | 0          | 39       | 6        |
| Karlsruher SC (kölcsönben)       | 2016–17  | 2. Bundesliga        | 15        | 1         | 0     | 0     | —          | —          | 15       | 1        |
| Hibernian (kölcsönben)           | 2017–18  | Scottish Premiership | 14        | 9         | 0     | 0     | —          | —          | 14       | 9        |
| Hibernian                        | 2018–19  | Scottish Premiership | 33        | 8         | 4     | 1     | 6          | 4          | 43       | 13       |
| Hibernian                        | 2019–20  | Scottish Premiership | 20        | 3         | 7     | 5     | —          | —          | 27       | 8        |
| Hibernian                        | Összesen | Összesen             | 67        | 20        | 11    | 6     | 6          | 4          | 84       | 30       |
| Rangers (kölcsönben)             | 2019–20  | Scottish Premiership | 6         | 1         | 0     | 0     | 3          | 0          | 9        | 1        |
| St. Gallen                       | 2020–21  | Swiss Super League   | 8         | 0         | 0     | 0     | 1          | 0          | 9        | 0        |
| Aberdeen (kölcsönben)            | 2020–21  | Scottish Premiership | 11        | 0         | 3     | 1     | —          | —          | 14       | 1        |
| Sheffield Wednesday (kölcsönben) | 2021–22  | League One           | 23        | 4         | 4     | 1     | —          | —          | 27       | 5        |
| Winterthur                       | 2022–23  | Swiss Super League   | 13        | 1         | 2     | 1     | —          | —          | 15       | 2        |
| Huddersfield Town                | 2022–23  | Championship         | 0         | 0         | 1     | 1     | —          | —          | 1        | 1        |
| Összesen                         | Összesen | Összesen             | 175       | 30        | 23    | 13    | 15         | 4          | 213      | 47       |

## Sikerei, díjai
Rangers
- Scottish Premiership
  - Ezüstérmes (1): 2019–20